# Hypsiscopus wettsteini
Hypsiscopus wettsteini — вид отруйних змій родини гомалопсових (Homalopsidae). Тривалий час вважався конспецифічним з Hypsiscopus plumbea.

## Назва
Вид названо на честь американського герпетолога Джона Мерфі, який присвятив десятиліття своєї кар'єри дослідженню та опису гомалопсидних змій.

## Поширення
Hypsiscopus wettsteini поширені від Тайваню та південного Китаю (провінція Чжецзян) на південь до острова Хайнань, В'єтнаму, Лаосу, Камбоджі та Таїланду. Південна межа цього виду визначена в Пхетчабурі (Таїланд).